# Defenestration
Defenestration eller defenestrering betyder, at nogen eller noget falder eller kastes ud fra et vindue. Begrebet knyttes særligt til bøhmisk og nyere tjekkisk historie, der foruden klassiske eksempler på vinduesudsmidning fra 1419, 1483 og 1618 også rummer et nyere tilfælde fra 1948. Den berømteste defenestration er formentlig den i Prag i 1618, hvor to habsburgske statholdere blev kastet ud fra et vindue på Prags borg, kort tid inden udbruddet af Trediveårskrigen. Desuden kendes fænomenet fra en række historiske situationer, ligesom det optræder i litteratur og film.

## Begrebet
Ordet defenestration kommer af latin de, fra + fenestra, vindue. Den engelske digter R.P. Lister beskæftigede sig med ordet i digtet Defenestration, som handler om en filosof, der selv er blevet defenestreret. Imens han er på vej mod jorden, overvejer han, hvorfor man mon har fundet på et særligt ord for noget så simpelt.
Begrebet har i nyere tid fået en ny, ironisk bibetydning, hvor bl.a. Linux-brugere anvender defenestration som betegnelse for det at fjerne Windows fra en computer.

## Defenestrationer i Prag
De tre klassiske defenestrationer i Prag var knyttet til urolighederne før, under og efter Reformationen. Defenestrationernes betydning som symbolske begivenheder i forbindelse med religionskrigene ses i f.eks. Umberto Ecos roman Dronning Loanas mystiske flamme, hvor hovedpersonen har mistet hukommelsen og funderer: "Cujus regio ejus religio ... er det freden i Augsburg eller defenestrationen i Prag?"

### 1419: Det Nye Rådhus
I begyndelsen af 1400-tallet gjorde husitterne (tilhængere af reformatoren Jan Hus) oprør imod den katolske overmagt i Bøhmen. I 1419 gik den husittiske præst Jan Želivský i spidsen for sin menighed i et optog igennem Prags gader til Det Nye Rådhus (Novoměstská radnice) på Karlspladsen med krav om at få udvekslet nogle husittiske fanger. På vejen blev der kastet en sten mod Želivský fra et af rådhusets vinduer. Provokeret heraf stormede folkemængden ind i rådhuset, hvor de kastede en dommer, borgmesteren og 13 rådmænd i døden ud af vinduet. Meldingen om begivenheden tog angiveligt livet af den bøhmiske kong Václav 4. og var med til at udløse de husittiske krige, der varede indtil 1434.

### 1483: Det Gamle og Det Nye Rådhus
I 1483 gjorde utrakvister i Prag oprør mod kong Vladislav 2. af Bøhmen og Ungarn, der søgte at rekatolicere Bøhmen. Vladislav ønskede at indsætte nye katolske rådmænd i Prag, men ved en defenestration den 24. september 1483 blev disse kastet ud af vinduerne på rådhusene i både den gamle og den nye by. Eftersom defenestrationen i 1618 traditionelt kaldes nr. 2, omtales udsmidningen i 1483 nogle gange som defenestration nr. 1½.

### 1618: Statholderne på Borgen
Den berømte defenestration af de to statholdere i Prag, der var indsat af den habsburgske konge af Bøhmen, Ferdinand 2. (tysk-romersk kejser fra 1619), fandt sted den 23. maj 1618. Baggrunden var de kejserlige katolske myndigheders forsøg på at undertrykke den bøhmiske protestantisme (utrakvister/husitter). Et møde på Prags borg imellem fremtrædende protestanter og de katolske statholdere endte med, at statholderne, grev Jaroslav Bořita z Martinic og grev Vilém Slavata z Chlumu a Košumberka, blev kastet ud fra et vindue på tredje sal, 21 meter over jorden, sammen med deres sekretær, Filip Fabricius. De overlevede alle tre faldet, ifølge katolikkerne på grund af indgriben fra engle eller Jomfru Maria. Protestantiske polemikere hævdede senere, at overlevelsen skyldtes, at de tre var landet i en gammel mødding. Filip Fabricius blev siden adlet af kejseren og fik navnet Baron von Hohenfall (tysk, ordret oversættelse: baron af Højenfald).
Defenestrationen markerede en optrapning af den konflikt, der året efter (1619) førte til, at bøhmerne afsatte kejser Ferdinand 2. som konge af Bøhmen og i stedet valgte kurfyrst Frederik 5. af Pfalz, hvilket udløste Trediveårskrigen.

### 1948: Jan Masaryk
Efter den kommunistiske magtovertagelse blev Tjekkoslovakiets ikke-kommunistiske udenrigsminister Jan Masaryk den 10. marts 1948 fundet død iført pyjamas neden for sit badeværelsesvindue i Udenrigsministeriet i Černín-palæet. I modsætning til de to klassiske defenestrationer var der i Masaryks tilfælde ikke tale om en offentlig handling; der er stadig uenighed om, hvorvidt han selv havde kastet sig ud for at begå selvmord (autodefenestration), eller om han blev kastet ud.
Kort efter opdagelsen af dødsfaldet overførte Indenrigsministeriet efterforskningen fra kriminal- til sikkerhedspolitiet, hvis undersøgelse fastslog, at der var tale om selvmord. Efterforskningen blev genåbnet ved foråret i Prag i 1968, men blev ikke afsluttet, før Warszawapagtens invasion af Tjekkoslovakiet igen standsede den. Efter Fløjlsrevolutionen blev nye undersøgelser påbegyndt i 1993, og bøger om dødsfaldet har peget på den sovjetiske sikkerhedstjeneste KGB som skyldige. En ny politiundersøgelse konkluderede i 2004, at der var tale om et mord. Mange ikke-kommunistiske tjekker betragtede allerede i samtiden defenestrationen af Masaryk som et mord, hvilket kom til udtryk i talemåden "Jan Masaryk var et så ordentligt menneske, at han lukkede vinduet bag sig, da han hoppede ud."
Andre holder fast i, at der var tale om selvmord, men forstået som et "offer for nationen" i protest imod staliniseringen af Tjekkoslovakiet.
Milan Kundera behandler Prags defenestrationer i romanen Livet er et andet sted (tjekkisk: Život je jinde, 1969).

## Andre defenestrationer

### Bibelen
Ifølge Anden Kongebog i Det Gamle Testamente blev dronning Jezabel kastet ud fra et vindue i byen Jizre'el på initiativ af Nordrigets kong Jehu (2 Kong 9,33).
I Det Nye Testamente beretter Apostlenes Gerninger om en utilsigtet defenestration: En ung mand ved navn Eutykos faldt i søvn under én af apostlen Paulus' lange prædikener i byen Alexandria Troas og faldt ud fra et vindue på anden sal, men blev vakt til live igen af Paulus (ApG 20,6-12).

### Historisk betydningsfulde tilfælde
- I 1378 opstod strid imellem håndværkslavene og den herskende klasse i Leuven. Wouter van der Leyden, håndværkernes leder, blev myrdet i Bruxelles, og som hævn for mordet stormede en rasende menneskemængde ind på Leuvens rådhus og dræbte adskillige af deres modstandere ved defenestration.[16]
- Søndag den 26. april 1478 blev brødrene Giuliano og Lorenzo de' Medici forsøgt myrdet under højmessen i domkirken i Firenze; kun Giuliano døde. Bag mordforsøget og mordet på de to Medici-brødre stod den rivaliserende Pazzi-familie, der efterfølgende forsøgte at styrte Medicierne og selv overtage magten. Pazzi-kuppet mislykkedes, og i stedet blev flere af de sammensvorne defenestreret fra Palazzo della Signoria (nu: Palazzo Vecchio).[17]
- Under massakrerne på Bartholomæusnatten i 1572 blev admiral Gaspard de Châtillon Coligny, der var én af huguenotternes ledere, overfaldet og defenestreret.[18] Mordet skete på Katarina af Medicis ordre.[19]
- Under et statskup den 11. juni 1903 blev kong Alexander 1. af Serbien og hans hustru, dronning Draga, myrdet, lemlæstet og defenestreret via balkonen i deres soveværelse.[20]

### Dobbelt defenestration
Der kendes et tilfælde af dobbelt defenestration: Den 16. maj 1562 beordrede stormogul Akbar den Store, at hans fosterbror Adham Khan skulle defenestreres som straf for mordet på en rival. Adham brækkede benene som resultat af det 12 meter høje fald ned fra Agra Fort, men overlevede, og Akbar beordrede ham derfor defenestreret igen, denne gang med dødelig udgang.

### Autodefenestration
I flere tilfælde er mennesker hoppet ud fra vinduer i brændende højhuse for at undslippe ilden. To berømte tilfælde af sådanne autodefenestrationer i New York er branden i Triangle Shirtwaist-fabrikken den 25. marts 1911 og terrorangrebet mod World Trade Center den 11. september 2001. Ved sidstnævnte anslås det, at flere end 200 personer kastede sig ud fra vinduerne med døden til følge. Fænomenet er illustreret på Richard Drews fotografi The Falling Man.
Derimod er det en myte, at børsmæglere i store tal begik selvmord ved at springe ud af vinduerne efter det store krak på Wall Street i 1929.

## Defenestration i kultur og fiktion
Defenestrationer forekommer i mange film, tv-serier og bøger, både som drabs- og flugtmetode. Drab eller drabsforsøg ved defenestration ses i bl.a. Robin Hood – Den Fredløse (1991), Braveheart (1995), Star Wars Episode III: Sith-fyrsternes hævn (2005), Fantastic Four (2005), Watchmen (2009), Game of Thrones (2011) og The Avengers (2012).
I A Clockwork Orange (bogen fra 1962 og filmen fra 1971) tortureres Alex med musik af Beethoven og hopper derfor ud af et vindue, men overlever faldet. I filmen The Matrix (1999) springer Morpheus ud af et vindue for at flygte, og også i The Matrix Reloaded (2003) springer Trinity igennem et vindue. Et selvmord ved defenestration forekommer i bl.a. The Hudsucker Proxy (1994), hvilket også ses i den danske titel: Det Store Spring.
I nummeret Interessante mennesker af det danske boyband White Rakkerpak bliver imitatoren Hans Maling spurgt, hvad hans yndlingslyd er. Maling svarer, at det er lyden af et papir, der er ved at flyve ud af et vindue, hvilket han derefter demonstrerer.
Defenestrationer af "Masaryk-typen", altså med uklart motiv (uheld, selvmord eller mord), bruges som element i et kriminalplot, sådan som det ses i tv-serien Kriminalkommissær Foyle, hvor en sekretær falder til jorden fra et højhus i London under mystiske omstændigheder (sæson 2, afsnit 3: "War Games").